# Kính thiên văn không gian Herschel
Kính thiên văn không gian Herschel là đài quan sát không gian do Cơ quan vũ trụ châu Âu (ESA) chế tạo và vận hành. Nó hoạt động trong giai đoạn 2009 đến 2013, và là kính thiên văn hồng ngoại lớn nhất từng được phóng lên (cho đến 2014), mang theo một gương đường kính 3,5 m cùng với các thiết bị nhạy với dải sóng hồng ngoại xa và dưới milimét (55–672 µm). Herschel là một trong bốn dự án lớn thuộc chương trình khoa học của ESA, cùng với dự án Rosetta, Planck, và Gaia. NASA là một đối tác trong dự án Herschel, cùng với các cơ quan nghiên cứu của Hoa Kỳ; họ cung cấp các công nghệ cần thiết và tài trợ cho Trung tâm Khoa học NASA Herschel (NHSC) tại Trung tâm Phân tích và Xử lý dữ liệu hồng ngoại.
Kính Herschel được phóng lên vào ngày 14 tháng 5 năm 2009 cùng với tàu Planck, nó đến quỹ đạo quanh điểm Lagrange (L2) của hệ Trái Đất – Mặt Trời, cách Trái Đất 1.500.000 km, khoảng hai tháng sau đó. Herschel đặt tên theo nhà thiên văn học William Herschel, người đã phát hiện ra sóng hồng ngoại và Sao Hải Vương, cũng như của em ông và là cộng sự, bà Caroline Herschel.
Con tàu có khả năng quan sát những vật thể lạnh nhất và nhiều bụi nhất trong vũ trụ; ví dụ như những tổ kén nơi sản sinh các sao và các thiên hà nhiều bụi nơi hình thành ra các ngôi sao mới. Nó cũng nhìn qua được những đám mây bụi để quan sát những phân tử góp phần hình thành lên sự sống như nước, oxy.
Thời gian hoạt động của kính thiên văn không gian Herschel phụ thuộc vào khoảng thời gian mà các thiết bị của nó được giữ lạnh; tức là khi heli lỏng bị cạn kiệt, các thiết bị của nó sẽ không thể hoạt động bình thường được nữa. Kế hoạch hoạt động của Herschel là 3,5 năm (cho đến cuối 2012). Con tàu vẫn tiếp tục hoạt động cho đến 29 tháng 4 năm 2013, khi Herschel cạn hết khí làm lạnh.